# كرناية (بني خالد)
كرناية هي إحدى مشيخات المملكة المغربية، تتبع جغرافيا لعمالة وجدة أنكاد وإداريًا لبني خالد. يقدر عدد سكانها بـ 622 نسمة حسب الإحصاء الرسمي للسكان والسكنى لسنة 2004.